# Adolf Hoel
Adolf Hoel (ur. 15 maja 1879, zm. 19 lutego 1964) – norweski geolog, ekolog i badacz regionów polarnych. Poprowadził kilka wypraw naukowych na Svalbard i Grenlandię. Uważany za jednego z najbardziej znanych i wpływowych ludzi w norweskich badaniach polarnych w pierwszej połowie XX wieku, obok Fridtjofa Nansena i Roalda Amundsena. Jego wkład w badania nad Svalbardem i Ziemią Królowej Maud przyczyniły się do zwierzchnictwa nad nimi przez Norwegię. Był założycielem i przewodniczącym Norweskiego Instytutu Polarnego. 

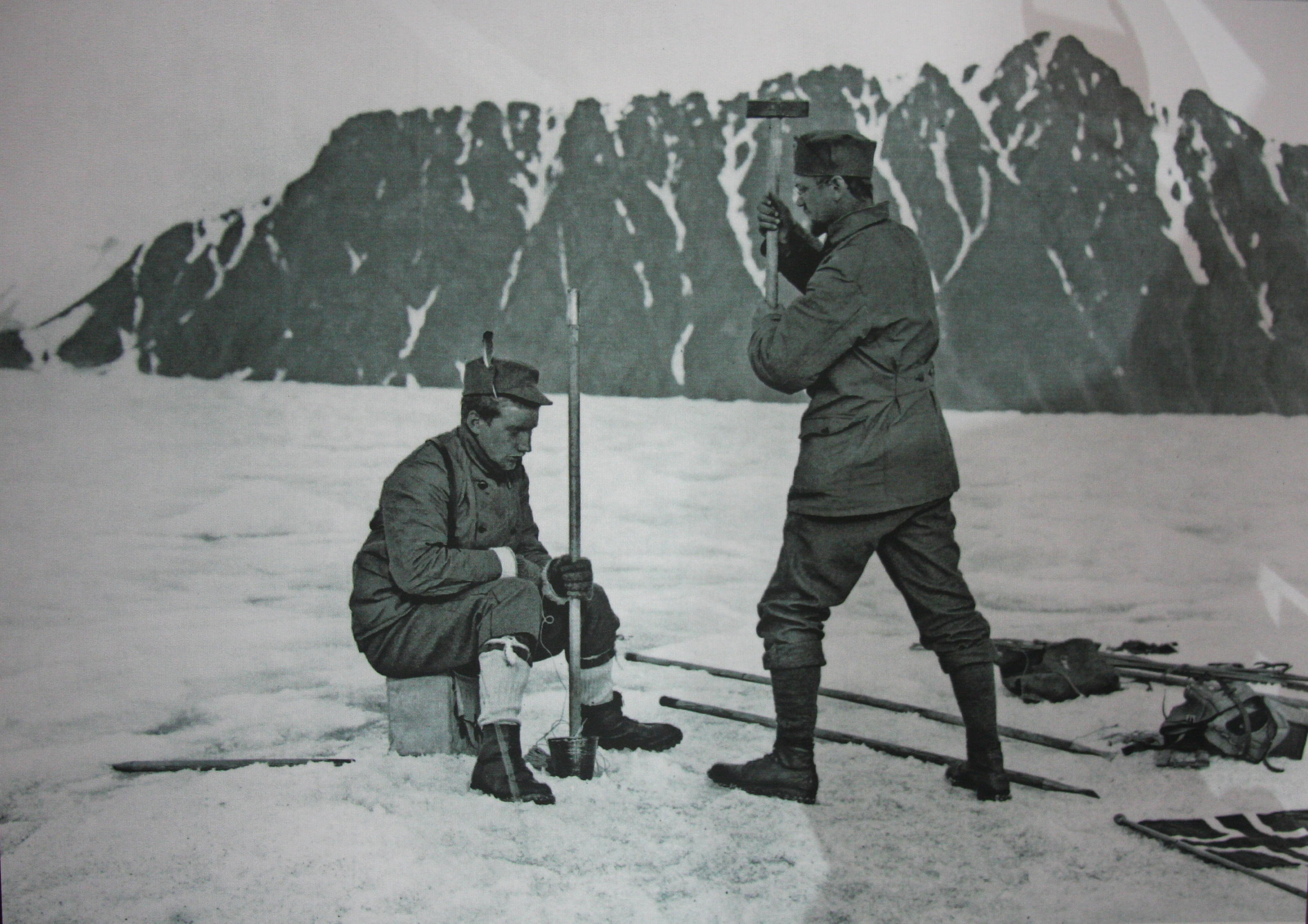
Hoel (stojący) podczas jednej z wypraw na Svalbard (1907)

Podczas wyprawy na Svalbard odkrył nowy minerał, który został nazwany na jego cześć Hoelitem.

## Życiorys

### Wczesne życie
Adolf Hoel urodził się w 1879 roku w Sørum na farmie Julton. Jesienią 1895 roku rozpoczął naukę w 2-letnim liceum Hauges Minde, a następnie zapisał się na uniwersytet w Oslo jesienią 1897 roku. Sam finansował swoją edukację, ucząc się w wielu szkołach w stolicy, osiągając dobre wyniki w nauce. Na uniwersytecie Hoel zaznajomił się z wiodącymi geologami, takimi jak Amund Helland i Waldemar Brøgger. W 1919 roku został docentem, zaś w 1940 roku profesorem zwyczajnym.

### Prace na Svalbardzie
W 1907 roku, po otrzymaniu wykształcenia geologicznego, Hoel dołączył do wyprawy Gunnara Isachsena na tereny na północny zachód od Svalbardu. Wyprawę ufundował książę Albert I z Monako, a sama wyprawa została zrealizowana na statku badawczym „Princess Alice II”. W Woodfjorden Hoel odkrył bogaty pokład wczesnych skamielin ryb (410–360 mln lat temu) oraz bogate złoża węgla w Grønfjorden. 

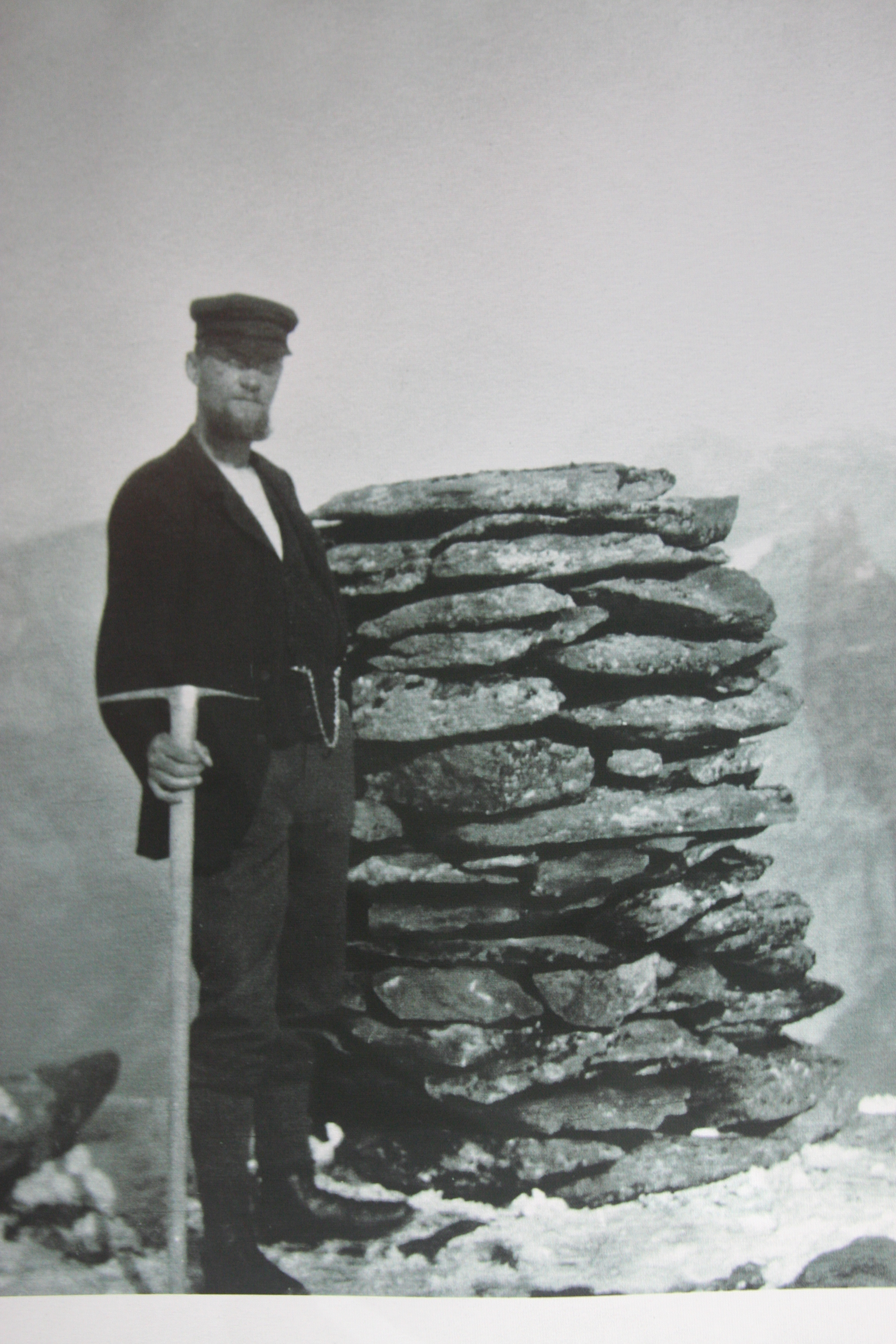
Hoel podczas prac geologicznych (1906)

Potem co rok uczestniczył w wyprawach na Svalbard aż do przejęcia go przez Norwegię w ramach traktatu wersalskiego. Na początku pracował przez dwa lata jako wynajęty geolog na usługach Isachsena, a później sam przejął zarządzanie i organizację wypraw i od około 1915 roku stał się główną siłą norweskich badań geologicznych na Svalbardzie. Wyprawy te nie były opłacane z majątku krajowego z powodów gospodarczych, każdego roku trzeba było pozyskiwać środki ze źródeł prywatnych i publicznych. Hoel odegrał kluczową rolę w pozyskiwaniu tego finansowania. Hoel został stypendystą Uniwersytetu Królewskiego Frederika w 1911 roku, a w 1919 roku mianowano go wykładowcą.
Po tym, jak Svalbard przeszedł pod norweską suwerenność, Hoel miał problemy ze zdobyciem funduszy na dalsze badania Svalbardu, lecz w 1928 roku udało mu się założyć NSIU - prekursora Norweskiego Instytutu Polarnego, którego finansowanie zostało zaplanowane przez rząd na 5 lat. Zorganizował także pierwsze wyprawy w celu wykonania zdjęć archipelagu Svabald z lotu ptaka pod koniec lat trzydziestych. Sam Hoel ostatni raz pracował na Svalbardzie w 1939 roku w związku z planami pracy norweskiego lodołamacza.

### Wschodnia Grenlandia
Pod koniec lat dwudziestych Hoel zaczął interesować się prawami Norwegii we wschodniej Grenlandii. Grenlandię uznano za część Danii po przystąpieniu Norwegii do unii ze Szwecją w 1814 roku. Centralną postacią w głoszeniu praw Norwegii do wschodniej części Grenlandii był Gustav Smedal, prawnik z doktoratem w kwestiach suwerenności w regionach polarnych. Plan Hoela i Smedala, zainspirowany myślą trapera Hallvarda Devolda, który również uczestniczył w realizacji planu, polegał na przejęciu ziemi za pomocą sieci kabin pułapkowych. Budując sieci małych miejsc do cumowania z głównych stacji rybackich, zabierano by ziemię i trzymano z dala od duńskich rybaków. W połączeniu z mapowaniem i poznawaniem kraju czuli, że ich plan oraz norweskie żądanie suwerenności wydaje się realne do zrealizowania. Plan został wdrożony w 1929 roku, kiedy NSIU zaczęło wysyłać coroczne wyprawy badawcze do wschodniej Grenlandii. Statki ekspedycyjne wyczarterowały również traperów i wyposażenie kabin dla firmy Arctic Nutrition, którą Hoel pomógł założyć.

Na początku lata 1931 roku pod groźbą wysłania przez Duńczyków dużej ekspedycji badawczej na Grenlandię Wschodnią, Hoel i Smedal zdecydowali, że należy złożyć wniosek o zajęcie ziemi. Norwescy politycy nie byli przekonani do tego pomysłu, dlatego Hoel, Smedal i Devold zorganizowali prywatną okupację ziemi przez traperów. Przez ten czyn udało im się przekonać władze norweskie do uczynienia prywatnej okupacji okupacją państwową, a w lipcu 1931 roku oficjalnie tereny okupowane przez wyprawę Devolda nazwano Ziemią Eryka Rudego, która stanowiła spory fragment wschodniej Grenlandii.

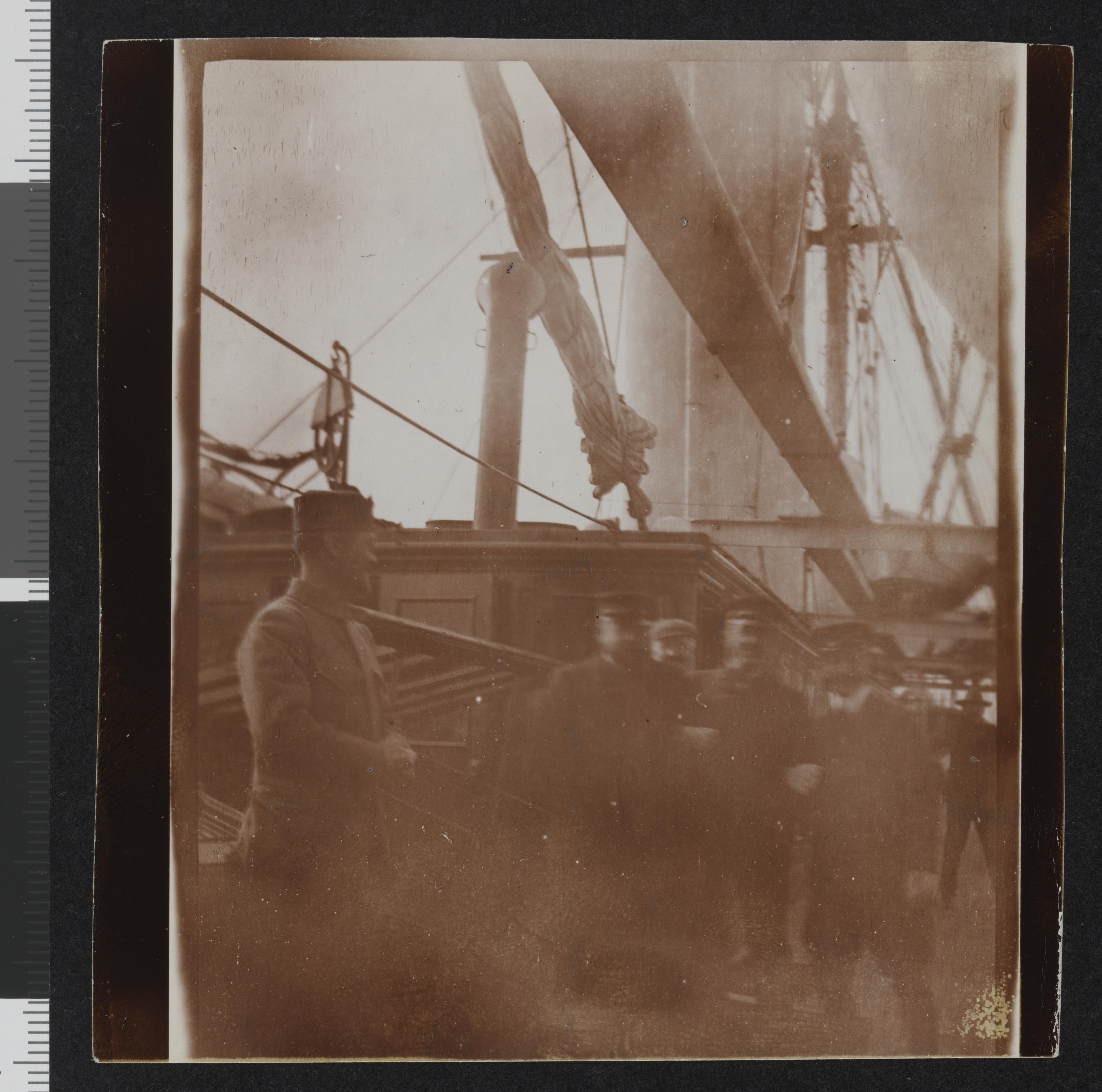
Hoel na tle statku Princess Alice II, którym udali się na wyprawę ufundowaną przez księcia Monako Alberta I Grimaldi

Duńczycy natychmiast zaskarżyli tę okupację do Stałego Trybunału Sprawiedliwości Międzynarodowej w Hadze. Hoel i Smedal pomagali norweskim wysłannikom przez cały proces sądowy. W 1933 roku, zgodnie z wyrokiem sądu, Dania odzyskała tereny z okupacji Norwegii, która została uznana za nieważną, i przemianowała ich nazwę na Ziemię Króla Chrystiana X. Przegrana rozprawa w Hadze bardzo wpłynęła na Hoela. Był sfrustrowany niestarającymi się w tej sprawie politykami, którzy byli, w jego opinii, „bardziej partyjni niż polityczni”.

### Zachowanie przynależności Ziemi Królowej Maud przed aneksją Niemiec
Hoel czuł się zaszczycony, że dzięki jego pracom Ziemia Królowej Maud, obszar siedmiokrotnie większy od Norwegii, została włączona w terytoria zależne Norwegii. Miał dobre kontakty w Niemczech i został poinformowany przez żonę niemieckiego znajomego, że Niemcy wysłały naukową wyprawę ze statkiem „Schwaben” w celu zajęcia tego obszaru. Hoel skontaktował się z premierem Johanem Nygaardsvoldem i ministrem spraw zagranicznych Halvdanem Kohtem, a Ministerstwo Spraw Zagranicznych zleciło Hoelowi przedstawienie dokumentacji norweskiej działalności na Antarktydzie. Kilka dni przed przybyciem niemieckiej wyprawy rząd norweski postanowił 14 stycznia 1939 roku o aneksji wybrzeża Atlantyku na kontynencie antarktycznym i nazwał ten obszar Krainą Królowej Maud, później przemianowany na Ziemię Królowej Maud. Niemcy nie protestowali przeciwko norweskiej aneksji.

### Działania w sferze ekologii
Hoel zajmował się także ochroną środowiska i od 1914 roku był członkiem Norweskiego Stowarzyszenia Ochrony Przyrody. W 1935 roku został wybrany na lidera Stowarzyszenia Ochrony Przyrody i pełnił tę funkcję przez dziesięć lat. W tym okresie Stowarzyszenie Ochrony Przyrody miało bliskie powiązania z badaniami polarnymi oraz norweskimi badaniami Svalbardu i Oceanu Arktycznego, które również przeprowadził Hoel.

### Członkostwo w partii Quislinga

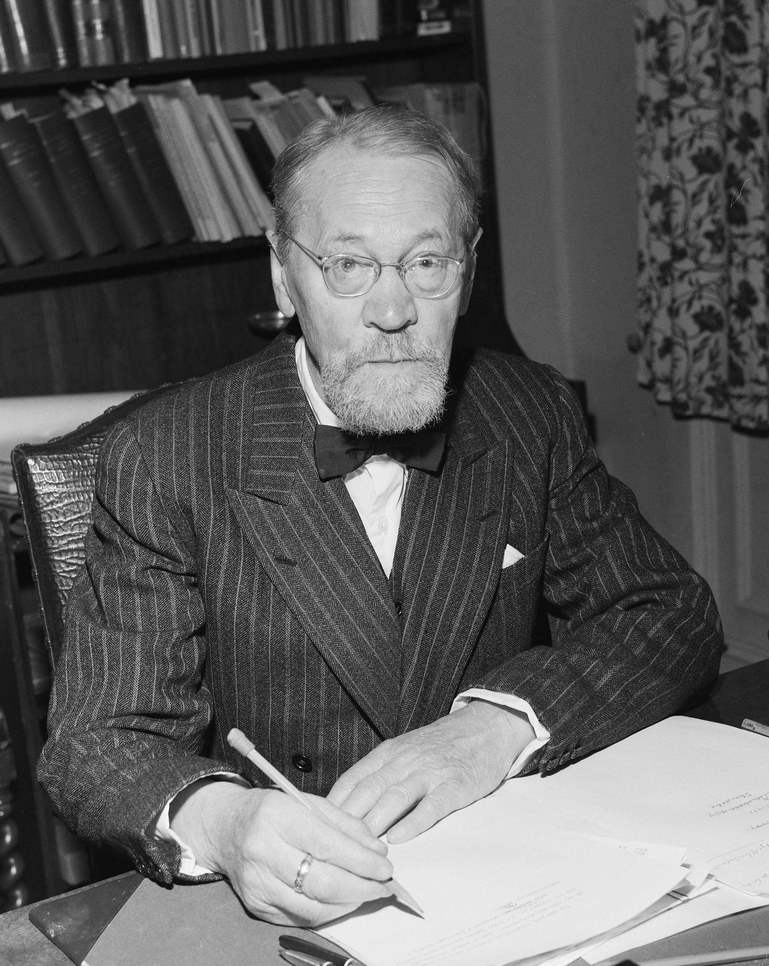
Adolf Hoel w 1958 roku

Jesienią 1933 roku poszukiwał go ówczesny minister obrony Vidkun Quisling, który chciał, aby Hoel dołączył do partii Nasjonal Samling. Zgodził się, mając nadzieję, że partia będzie dochodzić swoich praw do ziem w Arktyce i Antarktydzie. Hoel zajął drugie miejsce, zaraz za Quislingiem, na liście partii w nadchodzących wyborach do Stortingu. W latach trzydziestych Hoel pomagał kształtować idee polityki partii w sprawie Arktyki. Niedługo później zerwał z Quislingiem, ale po wybuchu II wojny światowej ponownie związał się z NS, zwłaszcza w pracy na uniwersytecie. Apelował także o utworzenie ministerstwa spraw polarnych, jednak jego wniosek został odrzucony.

### II wojna światowa
Możliwości Hoela w zakresie badań w Arktyce podczas II wojny światowej były ograniczone. Po tym, jak został powołany przez rząd okupacyjny na prorektora uniwersytetu, a później rektora, wojenne lata spędził na pracy na uniwersytecie. Był mocno zaangażowany w pracę polegającą na pomaganiu uwięzionym studentom i ich krewnym, zwłaszcza tym, którzy zostali wysłani do Niemiec. W maju 1945 roku Hoel został internowany w Ilebu i uciekł w kwietniu 1946 roku, zaś w maju 1949 roku został skazany na 18 miesięcy więzienia. Głównym zarzutem było jego członkostwo w NS oraz to, że został mianowany rektorem na Uniwersytecie przez rząd kolaborantów.
Pod koniec wojny Hoel stracił wszystkie obowiązki i pozycje. Kilka organizacji wykluczyło go z grona członków, a także utracił Medal Zakonu Świętego Olafa, który otrzymał w 1938 roku. W 1951 roku opublikował pismo Osada z rodakami wyjaśniające motywy jego działań podczas wojny. Opublikował także szereg artykułów w różnych czasopismach, zarówno naukowych, jak i politycznych. W latach 50. Hoel został zatrudniony przez Norweski Instytut Polarny do napisania historii Svalbardu, która ukazała się jako trzyczęściowa praca. Zmarł w szpitalu w Oslo 19 lutego 1964 roku.

## Publikacje
Opracowano na podstawie:
- Czwartorzędowe badania geologiczne w powiatach Nordre Tronhjems i Nordland, Archiwum Matematyki i Nauk Przyrodniczych, 1907
- Okstinderne. Podstawa i lodowce w norweskim badaniu geologicznym, 1910
- Złoża węgla i wydobycie węgla w Svalbard, wyniki norweskiego wsparcia Spitsbergen Expeditions, tom 1, nr 6, 1925
- Zagadnienia suwerenności w regionach polarnych w Nordmands-Forbundet, 1928
- Norweskie wyprawy Svalbard 1906–1926, Wyniki norweskich wspieranych przez państwo wypraw, t. 1 nr 1, 1929
- Interesy gospodarcze Norwegii we wschodniej Grenlandii, 1931
- Czy zagrożone są nasze interesy arktyczne? 1931
- Północni norwescy traperzy jako odkrywcy geograficzni i badacze w Arktyce, w roczniku Hålogalandsambandet, 1944
- Osada z rodakami, 1951
- Lodowce i pola śnieżne w Norwegii (w. W. Werenskiold), Norweski Instytut Polarny. Pisma 114, 1962
- Bibliografia glacjologiczna Norwegii (J.J. Norvik), Norwegian Polar Institute. Pisma 126, 1962
- Svalbard. Historia Svalbard 1596–1965, 3 tomy, 1966–67
- Moje życie w regionach polarnych, Bergen 1977
- Uniwersytet podczas okupacji, Bergen 1978